# مابوبان
مابوبان هي بلدة في جنوب أفريقيا. تقع في بلدية تشواني متروبوليتان، شمال غوتنغ.

## التاريخ
تاريخ مابوبان:
تأسست بلدة مابوبان في عام 1972، كجزء من سياسة التطوير الحضري للبانتوستان، وهي مناطق مخصصة للسكان السود في عهد نظام الفصل العنصري في جنوب أفريقيا.
قبل عام 1972، كانت المنطقة التي تقع فيها مابوبان مأهولة من قبل شعب تسوانا.
في عام 1972، تم ترحيل شعب تسوانا من المنطقة لإنشاء بلدة مابوبان، والتي كانت مخصصة للسكان السود من قبيلة البيدي.
تم تسمية مابوبان على اسم رئيس البيدي في ذلك الوقت، كغوسي موكوبان.
في البداية، واجهت مابوبان العديد من التحديات، بما في ذلك الفقر والبطالة والجريمة.
ومع ذلك، فقد نمت البلدة بشكل كبير في السنوات الأخيرة، وهي الآن مدينة مزدهرة بها بنية تحتية حديثة واقتصاد متنوع.
أهم الأحداث في تاريخ مابوبان:
1972: تأسيس مابوبان.
1994: نهاية نظام الفصل العنصري في جنوب أفريقيا.
1998: دمج مابوبان في بلدية تشواني متروبوليتان.
2000: افتتاح متحف مابوبان.
2010: استضافة مابوبان لبعض مباريات كأس العالم لكرة القدم 2010.
2018: افتتاح حديقة مابوبان الوطنية.
شخصيات بارزة من مابوبان:
كغوسي موكوبان: رئيس قبيلة البيدي الذي سميت مابوبان باسمه.
نيلسون مانديلا: زار مابوبان في عام 1994 بعد إطلاق سراحه من السجن.
ديزموند توتو: زار مابوبان في عام 1998 للتحدث عن المصالحة.
مورفيسيوس موريكو: لاعب كرة قدم دولي من جنوب إفريقيا ولد ونشأ في مابوبان.
ما زال تاريخ مابوبان يتشكل، ولكنها مدينة ذات ماضٍ غني ومستقبل واعد.

## المناخ
المناخ شبه استوائي.

## التركيبة السكانية
جميع سكان مابوبان تقريبًا من السود، مع عدد قليل من التجار الصوماليين وأصحاب المتاجر. تتوافق الفئات العمرية في البلدة بشكل عام مع الفئات العمرية في البلاد، حيث أن المراهقون أكبر فئة عمرية.
غالبية السكان من الديانة المسيحية مع طوائف اسمية مختلفة مثل Zcc ، اللوثرية ، اثنا عشر رسلًا وجون ويسلي. وتُعتبر الديانات الأخرى أقلية بما فيها الإسلام. ماموبون مثل معظم البلدات في جنوب أفريقيا لديها مجموعة واسعة من مجموعات الدخل، والأكثر فقرا يكسب ما بين 100 دولار أمريكي - 300 دولار أمريكي يأتي معظمه من المنح الاجتماعية الحكومية، والمجموعة الثانية من أرباح الطبقة المتوسطة تتراوح بشكل عام بين 400 دولار أمريكي و 1400 دولار أمريكي. هناك تمييز طبقي محدد داخل هذه المجموعة. الطبقة العليا في البلدة حيث تتمتع الأقلية بضرائب منخفضة على قيمة الممتلكات ومعدلات تتجاوز شريحة الدخل 5000 دولار أمريكي إلى جانب حقوق الملكية الكبيرة في الأصول. الطبقة العليا قابلة للمقارنة مع الطبقة الوسطى في أي بلد متقدم.